# 科西嘉民族黨
科西嘉民族黨（U Partitu di a Nazione Corsa，缩写为PNC）是尋求科西嘉自治的政黨。該黨成立於2002年，由三個民族主義政黨－科西嘉人民聯盟（Unione di u Populu Corsu, UPC）、新選擇（A Scelta Nova）和民族運動（A Mossa Naziunale）組成.
科西嘉民族黨主張科西嘉自治，而非完全獨立。他們反對科西嘉民族解放陣線的暴力行動。
2007年法國總統選舉第一輪，該黨支持綠黨參選人多米尼克·瓦納（Dominique Voynet）。
該黨目前擁有1席南科西嘉省議員，11席科西嘉議會、1席歐洲議會議員。
科西嘉民族黨為親歐主義、區域主義政黨，目前是歐洲自由聯盟成員。

## 外部連結
- 官方網站